# The Century Magazine
«Сенчури мэгэзин» (англ. The Century Magazine, полное название англ. The Century Illustrated Monthly Magazine) — ежемесячный журнал, публиковался в США с 1881 по 1930 годы, преемник журнала «Scribner's Monthly».
Журнал публиковал литературные произведения и обзорные материалы по разным странам мира. По содержанию во многом был схож с российским журналом «Вокруг света» (с конца XIX века в разных странах издавалось несколько десятков подобных журналов). Все публикуемые материалы были хорошо иллюстрированы, иногда снабжены фотографиями.
Одним из редакторов журнала был Джозайя Гилберт Холланд, который впервые опубликовал в нём свои романы «Arthur Bonnicastle», «The Story of Sevenoaks», «Nicholas Minturn» и другие.